# Hugh S. Hersman
Hugh Steel Hersman (ur. 8 lipca 1872 w Port Deposit, zm. 7 marca 1954 w San Francisco) – amerykański polityk, członek Partii Demokratycznej.

## Działalność polityczna
W okresie od 4 marca 1919 do 3 marca 1921 przez jedną kadencję był przedstawicielem 8. okręgu wyborczego w stanie Kalifornia w Izbie Reprezentantów Stanów Zjednoczonych.